# Dairella latissima
Dairella latissima är en kräftdjursart som beskrevs av Carl Erik Alexander Bovallius 1887. Dairella latissima ingår i släktet Dairella och familjen Dairellidae. Inga underarter finns listade i Catalogue of Life.